# 5465 Чумаков
5465 Чумаков (5465 Chumakov) — астероїд головного поясу, відкритий 9 вересня 1986 року.
Тіссеранів параметр щодо Юпітера — 3,276.